# Aulacia
Aulacia là một chi bọ cánh cứng trong họ Chrysomelidae.
Chi này được Baly miêu tả khoa học năm 1867.

## Các loài
Các loài trong chi này gồm:
- Aulacia fulva Medvedev, 2004
- Aulacia laeta Medvedev, 2004
- Aulacia riedeli Medvedev, 2004